# Villa Alta, San Andrés Cabecera Nueva
Villa Alta är en ort i Mexiko.   Den ligger i kommunen San Andrés Cabecera Nueva och delstaten Oaxaca, i den sydöstra delen av landet, 300 km sydost om huvudstaden Mexico City. Villa Alta ligger 1 106 meter över havet och antalet invånare är 118.
Terrängen runt Villa Alta är kuperad åt sydväst, men åt nordost är den bergig. Runt Villa Alta är det ganska glesbefolkat, med 28 invånare per kvadratkilometer. Närmaste större samhälle är Yutecoso Cuauhtémoc, 8,1 km nordost om Villa Alta. I omgivningarna runt Villa Alta växer huvudsakligen savannskog.